# Douglas Pedro Sánchez
Douglas Pedro Sánchez (nascut a San Juan (Puerto Rico), el 30 de setembre de 1952) és un director de cinema i guionista de Santurce, Puerto Rico.
El 1979 va produir, escriure i dirigir el llargmetratge Cualquier cosa, que li va valer un Premi Especial de l'Academia Mexicana de Artes y Ciencias Cinematográficas en la XXIII edició dels Premis Ariel el 1981.
En els darrers anys, Sánchez ha escrit i dirigit dos llargmetratges: Sol de medianoche, basada en la novel·la policial del mateix títol de l'autor porto-riqueny Edgardo Rodríguez Juliá i La última gira, basada en la novel·la crònica Vengo a decirle adiós a los muchachos de l'autor porto-riqueny Josean Ramos.

## Biografia
El 1974, Sánchez es va graduar amb Honors en Literatura Comparada a la Universitat Brown, on va estudiar amb Robert Scholes, Nicanor Parra, Alain Robbe-Grillet, Arnold Weinstein, i Michael Silverman. Weinstein i Silverman van dirigir la seva tesi d'honor en la qual Sánchez va analitzar i comparar el conte de Jorge Luis Borges, Tema del traidor y del héroe, i la pel·ílcula de Bernardo Bertolucci basada en la mateixa història, Strategia del ragno, que explora els temes de la política de l'espectacle i l'espectacle de la política.
Sánchez també va completar cursos de realització de cinema a la Rhode Island School of Design (RISD) i la Universitat de Nova York (NYU), estudiant amb el mentor de Martin Scorsese, Haig P. Manoogian, i va produir una de les seves primeres pel·lícules, Superman on the West Side (1973). En aquell moment, Sánchez va llegir el primer llibre de Jorge Ayala Blanco, La aventura del cine mexicano, que va tornar a despertar el seu interès pel cinema mexicà ─ integrant part de la seva infantesa a San Juan.
En graduar-se a la Universitat de Brown, Sánchez va rebre una Beca Fulbright per estudiar Història del cinema mexicà, i va passar l'any següent fent recerca i projectant pel·lícules primer a la Cineteca Nacional, una empresa que va culminar en conèixer l'ídol del cinema Jean-Luc Godard.
El 1975, Godard va ser convidat a Mèxic per presentar un projecte cinematogràfic al Departament de Cinematografia mexicana. Sánchez va assistir a la seva roda de premsa a l'aeroport de Ciutat de Mèxic on Godard va intentar parlar del seu projecte -protagonitzat per María Félix- mentre la premsa no parava de preguntar-li per la seva suposada relació amb Brigitte Bardot durant el rodatge de Le Mépris. Aquest incident, exagerat fins a l'absurd, es va convertir en la premissa i primera seqüència del primer llargmetratge de Sánchez, Cualquier cosa (1979).
Després d'un breu pas com a crític de cinema a Revista Otrocine, Sánchez va continuar els estudis de postgrau en Literatura Hispanoamericana al Departament de Filosofía y Letras de la Universitat Nacional Autònoma de Mèxic (UNAM) amb l'escriptor porto-riqueny José Luis González, l'estudiós del surrealisme mexicà Margo Glantz i el teòric espanyol Adolfo Sánchez Vázquez, abans d'entrar al Centro Universitario de Estudios Cinematográficos (aleshores el CUEC, ara l'ENAC), també formant part de la UNAM, on va estudiar Història del llenguatge cinematogràfic amb l'historiador i crític del cinema Jorge Ayala Blanco.
En graduar-se al CUEC, Sánchez i els seus companys van ser considerats per Jorge Ayala Blanco “la promoció del CUEC més brillant i anàrquica dels seus [aleshores] 18 anys d'existència” i pel crític Gustavo García “el primer territori lliure del Cinema-terra”.
Abans de tornar a Puerto Rico, Sánchez va escriure, dirigir i editar vint-i-vuit documentals per a la sèrie de televisió de Canal 11 Tiempo de acción sobre les activitats de l'Instituto Politécnico Nacional a la Ciutat de Mèxic. . També va treballar amb Arturo Ripstein, Gabriel Retes i altres directors mexicans als Estudios Churubusco en la direcció i edició de quaranta-quatre episodis de televisió educatiu produïts per la Secretaria d'Educació Pública.
Mentre treballava amb Ripstein, Sánchez va conèixer el mestre de cinema espanyol Luis Buñuel. En un breu a part, Buñuel va competir amb Sánchez que Él (1953), protagonitzada per Arturo de Córdova, i Susana (1951), protagonitzada per Rosita Quintana, van ser les seves millors pel·lícules.
De tornada a San Juan, Sánchez va treballar en publicitat i relacions públiques abans d'obtenir un títol de Juris Doctor a la Universitat de Puerto Rico i exercir l'advocacia fins a tornar al cinema amb Sol de medianoche, amb la que va guanyar diversos premis internacionals.